# Schleuse Regow
Die Schleuse Regow, früher offiziell Regower Schleuse genannt, befindet sich bei Kilometer 42,18 der Oberen Havel-Wasserstraße beim Schleusenhof Regow in der Stadt Lychen im Landkreis Uckermark im Norden Brandenburgs. Sie wurde in den Jahren 1866 bis 1869 errichtet und 1966 erneuert.

## Bauwerk
Die Schleusenkammer der Schleuse Regow hat eine nutzbare Länge von 42,15 Meter und eine Breite von 5,5 Meter. Die Fallhöhe beträgt im Mittel 0,77 Meter. Sie arbeitet nach einer Modernisierung im Automatikbetrieb beziehungsweise muss selbst bedient werden.

## Karten
- Folke Stender: Redaktion Sportschifffahrtskarten Binnen 1. Nautische Veröffentlichung Verlagsgesellschaft, ISBN 3-926376-10-4.
- W. Ciesla, H. Czesienski, W. Schlomm, K. Senzel, D. Weidner: Schiffahrtskarten der Binnenwasserstraßen der Deutschen Demokratischen Republik 1:10.000. Band 4. Herausgeber: Wasserstraßenaufsichtsamt der DDR, Berlin 1988, OCLC 830889996.